# Марченко, Павел Афанасьевич
Павел Афанасьевич Марченко (2 января 1922, Агарково, Курская губерния — 30 сентября 1983, Гвардейск) — старший воздушный стрелок 952-го штурмового авиационного полка (311-я штурмовая авиационная дивизия, 1-я воздушная армия, 3-й Белорусский фронт), старшина.

## Биография
Павел Афанасьевич Марченко родился в крестьянской семье в деревне Агарково Рыльского уезда Курской губернии (в настоящее время Рыльский район Курской области). В 1933 году окончил 4 класса школы. Работал в колхозе.
В 1941 году Рыльским райвоенкоматом был призван в ряды Красной армии. На фронтах Великой Отечественной войны с 10 октября 1943 года.
Воздушный стрелок сержант Марченко в экипаже лётчика Волкова совершил 12 вылетов на штурмовку войск противника, участвовал в воздушных боях. Огнём своего пулемёта УБТ отразил 16 атак истребителей противника.
4 января 19444 года он в воздушном бою штурмовиков с четырьмя самолётами Ю-52 он проявил себя умелым стрелком и хорошим наблюдателем за воздухом и своими действиями обеспечил командиру успех в сбитии одного самолёта. 6 января 1944 года при штурмовке переднего края обороны противника Марченко подавил огонь двух крупнокалиберных пулемётов, обеспечив успех штурмовой группы в выполнении боевой задачи. При ударе по автомобильной колоне противника он подбил 3 грузовика, уничтожил до 12 солдат противника и подавил огонь 2-х батарей зенитной артиллерии. Приказом по 311-й штурмовой авиационной дивизии от 20 февраля 1944 года он был награждён орденом Красной Звезды.
Со времени награждения орденом Красной Звезды в боях за освобождение городов Орша, Витебск, Вильнюс и Каунас старший сержант Марченко в составе экипажа лейтенанта Волкова совершил 25 боевых вылетов. Благодаря внимательности и расторопности Марченко экипаж всегда выходил победителем, отбивал атаки воздушного противника. Так 8 августа 1944 года он отбил 6 атак истребителей ФВ-190. Кроме того, во всех боевых вылетах Марченко огнём пулемёта вёл бой с зенитными батареями противника; им уничтожены 2 зенитных батареи и подожжены две автомашины противника. Одновременно Марченко вёл контроль за боевыми действиями, путём фотографирования, производил ценные разведсведения для штаба части и соединения. Приказом по 1-й воздушной армии от 10 сентября 1944 года он был награждён орденом Славы 3-й степени.
Со времени награждения орденом Славы 3-й степени в период с 9 октября 1944 года по 14 января 1945 года старший сержант Марченко совершил 40 боевых вылетов. Во всех боевых вылетах активно подавлял из своего пулемёта зенитную артиллерию противника, уничтожал наземные огневые точки противно, а так же уничтожал отдельные автомашины и повозки.

9 октября 1944 года экипаж самолёта был атакован со стороны солнца двумя истребителями противника ФВ-190, однако благодаря внимательности Марченко все атаки были отбиты. В этом бою огнём двух воздушных стрелков, где был и Марченко, один из истребителей был сбит. 14 января 1945 года при возвращении на свой аэродром огнём своего пулемёта обстрелял автоколонну противника, в результате чего одни из машин была выведена из строя. Приказом по 1-й воздушной армии от 22 февраля 1945 года он был награждён орденом Славы 2-й степени.
Старший воздушный стрелок старшина Марченко со времени награждения орденом Славы 2-й степени совершил 48 боевых вылетов в Восточной Пруссии.
16 января 1945 года при выполнении боевого задания в районе западнее Гумбинена (в настоящее время Гусев) был сильно обстрелян огнём зенитной артиллерии самолёт ведущего. Воздушный стрелок старшина Марченко определил месторасположение огневой точки и точным огнём пулемёта подавил её. 18 января 1945 года при выполнении боевого задания в районе Куллигкемен (в настоящее время Липово) Марченко обстрелял зенитную точку мешавшую прицельно сбросить бомбовый груз в намеченную точку. 19 января 1945 года в районе Каемсдорф истребители противника ФВ-190 пытались атаковать экипаж, но благодаря хладнокровию и расторопности Марченко отбил две атаки истребителей. 20 февраля 1945 года в районе Штальцберг он обстрелял колонну автомашин, где лично поджёг 2 автомашины. 23 мартя 1945 года группа штурмовиков, действуя по полуокружённой группировке противника, над целью была сильно обстреляна огнём мобильной зенитной установки. Марченко заметил место расположения зенитных установок противника и обстрелял их из пулемёта УБТ, в результате чего одна зенитная точка была подавлена.
Всего за проведённые 48 боевых вылетов старшина Марченко лично уничтожил 30 солдат противника, поджёг до 10 автомашин, подавил огонь 8 зенитных батарей и отбил 2 атаки истребителей противника. Приказом по 1-й воздушной армии от 7 июня 1945 года он был награждён орденом Красного Знамени.
Старший воздушный стрелок старшина Марченко с 4 февраля 1945 года и до конца войны совершил 79 боевых вылетов, участвуя в уничтожении живой силы и техники противника. Указом Президиума Верховного Совета СССР от 15 мая 1945 года он был награждён орденом Славы 1-й степени.
Старшина Марченко был демобилизован в августе 1945 года. Жил в городе Гвардейск Калининградской области. Работал газорезчиком Вторчермета.
Скончался Павел Афанасьевич Марченко 30 сентября 1983 года.

## Память
- Похоронен в посёлке Ручьи Гвардейского района.